# Yannick Bright
Yannick Bright (Milánó, 2001. szeptember 3. –) olasz labdarúgó, az amerikai Inter Miami hátvéde.

## Pályafutása
Bright az olaszországi Milánó városában született. Az ifjúsági pályafutását az US Seguro csapatában kezdte, majd az Arconatesénél folytatta.
2019-ben mutatkozott be az Arconatese felnőtt keretében. 2020-ban kiköltözött Amerikába. 2023. december 19-én egyéves szerződést kötött az észak-amerikai első osztályban szereplő Inter Miami együttesével. Először a 2024. március 23-ai, New York Red Bulls ellen 4–0-ás vereséggel zárult mérkőzés 59. percében, Lawson Sunderland-et váltva lépett pályára. A felnőtt csapaton kívül játszott még a tartalékcsapatban is, ahol 3 mérkőzésen 1 gól a mérlege.

## Statisztikák
2024. augusztus 14. szerint
| Klub        | Szezon   | Osztály  | Bajnokság | Bajnokság | Kupa  | Kupa | Nemzetközi | Nemzetközi | Összesen | Összesen |
| Klub        | Szezon   | Osztály  | Meccs     | Gól       | Meccs | Gól  | Meccs      | Gól        | Meccs    | Gól      |
| ----------- | -------- | -------- | --------- | --------- | ----- | ---- | ---------- | ---------- | -------- | -------- |
| Inter Miami | 2024     | MLS      | 14        | 0         | 0     | 0    | 4          | 0          | 18       | 0        |
| Összesen    | Összesen | Összesen | 14        | 0         | 0     | 0    | 4          | 0          | 18       | 0        |